# عثالف
عثالف، من البلدان الأثرية الواقعة شمال غرب بلدة الشعبين حاضرة محافظة رجال المع.

## أهمية عثالف
- تُحيط بها من الجهات الثلاث الشرقية، والجنوبية، والغربية سلسلة جبال، ومن الجهة الشمالية تمتد حتى وادي العوص (وادي حلي)
- تعتبر بلدة أثرية قديمة كانت بها العديد من القلاع والحصون والمقابر القديمة
- يتواجد فيها الكثير من الأشجار المُعمرة مثل الإبراء، والأثأب، والقاع، وأشجار السدر، والقرض
- يخترقها وادي عثالف من الجنوب للشمال حتى يصب في شط ابن مسلمة
- كان يقام فيها سوق الخميس في أعلى الوادي، وهو من الأسواق الأسبوعية، وكان يُقام تحت ظلال الأشجار الورافة
- أستقر فيها عبد الخالق بن إبراهيم الحفظي عام 1250هـ، وبني في ربوة مرتفعة تطل على القرى والمزارع المجاورة قصره، ثم بنى هو وابنه احمد الحفظي المدرسة الحفظية ومجالس القضاء، والمسجد الجامع الواقع في وسط البلدة، ثم بنى أحمد الحفظي الحصن الأعلى مكون من ثلاثة أدوار، ويقع على تلة متوسطة الارتفاع، وقد سكنهُ ابنه عبد القادر قائمقام رجال المع، ويعتبر هذا البنيان من أقدم المعالم الأثرية في محافظة رجال المع خاصة، وفي عسير عامة.[1]

## انظر ايضاً
- أبها
- عسير
- رجال المع

## وصلات خارجية
- أحمد الحفظي: أقضى قضاة المسلمين بشهادة الخليفة العثماني.